# Tadeusz Borowski

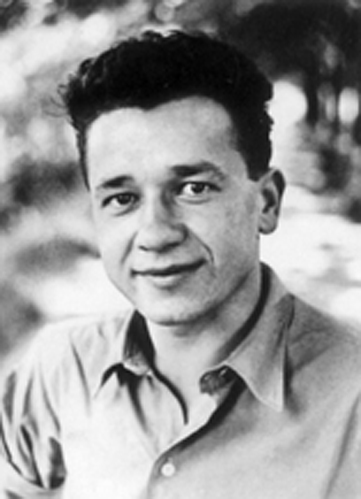
Tadeusz Borowski

Tadeusz Borowski (* 12. November 1922 in Schytomyr; † 3. Juli 1951 in Warschau) war ein polnischer Schriftsteller.

## Leben
Tadeusz Borowski wurde 1922 in der damals zur Ukrainischen Sozialistischen Sowjetrepublik gehörenden Stadt Schytomyr geboren, in der es eine große polnische Minderheit gab. Seine Mutter Teofila, geborene Karpińska (1897–1993), und sein Vater Stanisław (1890–1966) stammten aus Bauernfamilien in der Ukraine. Sie heirateten 1917 in Shytomyr. Sie hatten zwei Söhne, den Erstgeborenen Juliusz und Tadeusz. Stanisław arbeitete als Buchhalter in einer Genossenschaft für Imkerei und Gartenbau. 1926 kam er ins Gefängnis, weil er vor dem Ersten Weltkrieg ein Mitglied der POW, Polska Organizacja Wojskowa (Polnische Militärorganisation), gewesen war. Er wurde nach Karelien deportiert, wo er beim Bau des Weißmeer-Ostsee-Kanals mitarbeiten musste. Teofila, eine Schneiderin, wurde nach Sibirien deportiert, nach Igarka bei Jenisseisk. 1932 tauschten die Sowjets Stanisław gegen in Polen inhaftierte Kommunisten aus. Das Rote Kreuz bewirkte dann die Zurückführung der beiden Söhne. Zurück in Polen, wurde Stanisław ein Bauarbeiter, anschließend ein Lagerhalter in den Lilpop, Metall- und Mechanische Werken im Warschauer Stadtteil Wola. Die beiden Jungen verbrachten die nächsten Jahre in einem Internat der Franziskaner in Nowy Korczyn. Nachdem auch ihre Mutter zurückgekommen war, die als Beruf für die Allerärmsten schneiderte, lebten sie in der Smolna-Straße. Im September 1939 brannte das Haus ab, danach zogen sie in ein halb zerstörtes Warenhaus. Nach Tadeusz’ Verhaftung durch die Deutschen versteckte die Familie einen jüdischen Jungen bis zum Kriegsende bei sich. Stanisław arbeitete nach dem Krieg wieder als Buchhalter, jetzt bei der Gewerkschaft der Land- und Forstarbeiter in Allenstein. Aus den überlieferten Briefen ersehen wir eine besonders enge Beziehung zwischen der Mutter Teofila und Tadeusz.
Während des Zweiten Weltkriegs machte Tadeusz 1940 im deutsch besetzten Warschau an einem geheimen Untergrundgymnasium sein Abitur und begann an der gleichfalls geheimen Warschauer Untergrunduniversität ein Studium der Polonistik. Dort lernte er auch seine spätere Frau Maria Rundo kennen, die – mal mehr, mal weniger offensichtlich erkennbar – als Protagonistin immer wieder in seinen literarischen Werken auftaucht. Nebenbei arbeitete er als Nachtwächter und veröffentlichte Gedichte und Kurzgeschichten in der Monatszeitschrift Droga („Der Weg“). In dieser Zeit entstand der Großteil seiner Gedichte.
Im Jahr 1943 wurde Borowski verhaftet und ins KZ Auschwitz-Birkenau deportiert. Nachdem er sich als Zwangsarbeiter eine Lungenentzündung zugezogen hatte, arbeitete er als Sanitäter im Lagerkrankenhaus. Borowski wurde Zeuge, wie Neuankömmlinge aufgefordert wurden, ihre Sachen zurückzulassen, um daraufhin in die Gaskammern geschickt zu werden. Er wurde 1944 in das Konzentrationslager Dautmergen (ein Außenlager des KZ Natzweiler-Struthof bei Balingen) bzw. später nach Dachau verlegt und dort am 1. Mai 1945 von amerikanischen Soldaten befreit.
Die nächsten Monate verbrachte er in einem Lager für Displaced Persons und blieb auch anschließend zunächst in Deutschland (München). 1946 kehrte er nach Polen zurück, wo seine 1943 verhaftete Verlobte Maria Rundo ebenfalls die Lagerhaft überlebt hatte. Sie heirateten im Dezember 1946.
Borowski wandte sich nunmehr der Prosa zu; in rascher Folge erschienen seine vier Erzählbände. Am 20. Februar 1948 wurde er Mitglied der kommunistischen Partei, die ihn Ende Juni 1949 als Kulturreferent des polnischen Informationsbüros nach Berlin entsandte. Im März 1950 kehrte er nach Warschau zurück. Am 1. Juli 1951, fünf Tage nach der Geburt seiner Tochter Małgorzata, unternahm er einen Selbstmordversuch, an dessen Folgen er am 3. Juli 1951 im Alter von 28 Jahren starb.

## Wirkung
Borowski debütierte während des Krieges im Untergrund mit apokalyptischen Gedichten, die die Verbitterung seiner Generation aufgrund der Erfahrungen von Gewalt und Tod zum Thema hatten. Man begegnet hier auch schon der Frage nach Schuld und Verantwortung des Einzelnen, die sein Werk nach Kriegsende prägen sollte. Er war einer der Ersten, der die Erfahrung der Konzentrationslager literarisch zu verarbeiten versuchte. Seine Erzählungen wie Proszę Państwa do gazu (Bitte, die Herrschaften zum Gas) oder Pożegnanie z Marią (Abschied von Maria) schildern die Entfremdung und Entmutigung des Menschen in der Extremsituation des Lagers. Die Grenzen zwischen Gut und Böse beginnen zu verschwimmen, weshalb man ihm mitunter moralischen Nihilismus vorgeworfen hat.
Borowski zählt wegen der lakonischen Klarheit und seiner Sprache und seinem verstörenden inhaltlichen Rigorismus zu den wichtigsten Vertretern der Holocaustliteratur. 1950 erhielt er den polnischen „Nationalpreis Zweiter Klasse“ für Literatur. Seine Werke gelten heute als Klassiker. In seiner Nobelvorlesung 2002 in Stockholm bezeichnete Imre Kertész Borowskis Prosa als einen Schlüssel für sein Verständnis der Entmenschlichung in der ersten Hälfte des zwanzigsten Jahrhunderts.

## Bibliographie
Gedichtbände
- Gdziekolwiek ziemia (Überall auf der Erde, 1942)
- Arkusz poetycki nr 2 (Poetisches Blatt Nr. 2, 1944)
- Pieśń (Das Lied, 1996, postum)

Erzählbände
- U nas w Auschwitzu (1946); erste deutsche Ausgabe: Bei uns in Auschwitz, Übersetzung von Vera Cerny, München 1963; Neuübersetzung von Friedrich Griese, Frankfurt 2006
- Willkommen in Auschwitz. Erzählungen. Hrsgeg. und übers. von Artur Becker, Edition W, Frankfurt 2023, ISBN 978-3-949671-07-4
- Pewien żołnierz. Opowieści szkolne (Ein Soldat. Schulgeschichten, 1947)
- Pożegnanie z Marią (1947); deutsche Ausgabe: Abschied von Maria, München 1963
- Kamienny świat (1948); deutsche Ausgabe: Die steinerne Welt, München 1963
- Einzelausgabe der Victor Klemperer gewidmeten Erzählung Musik in Herzenburg (poln. Originaltitel: Muzyka w Herzenburgu), Berlin Verlag, Berlin 1951.[5]
- This way for the gas, ladies and gentlemen? Penguin Books, New York 1976.

## Adaptionen als Film bzw. Hörspiel
Auf der Grundlage von Borowskis Erzählungen schrieben Andrzej Brzozowski und Andrzej Wajda das Drehbuch zu Wajdas Film Landschaft nach der Schlacht (1970).
Der Spielfilm Pożegnanie z Marią (Abschied von Maria, 1993, Regie: Filip Zylber) entstand ebenfalls nach Motiven von Borowskis Erzählungen.
2008 produzierte der rbb in Kooperation mit Radio Bremen das Hörspiel Bei uns in Auschwitz (Hörspielbearbeitung und Regie: Kai Grehn).